# No Time to Explain
No Time to Explain es un juego de plataformas desarrollado y publicado por tinyBuild. Diseñado por Tom Brien y Alex Nichiporchik, es el sucesor del juego de navegador de Brien, lanzado el 6 de enero de 2011. No Time to Explique se lanzó en Linux, Microsoft Windows  y OS X. Se lanzó una versión remasterizada del juego, No Time to Explique Remastered, para Linux, Microsoft Windows, OS X, PlayStation 4 y Xbox One. Se planeó una versión de Wii U, pero nunca se lanzó.

## Trama
El juego sigue a un protagonista masculino anónimo mientras persigue a su yo futuro, que ha sido capturado, a través del tiempo por una razón desconocida. Lo fundamental del juego es una poderosa pistola láser recibida del futuro protagonista que puede usarse como arma y como medio de propulsión. Un chiste recurrente es que, justo cuando un personaje está a punto de explicar lo que está pasando, es interrumpido, manteniendo al protagonista (y al jugador) en la oscuridad.
La trama contiene elementos de viaje en el tiempo, el efecto paradoja del tiempo y líneas de tiempo alternativas. A medida que avanza el juego, los personajes y los mundos se vuelven cada vez más absurdos, incluido un mundo hecho enteramente de postres y un mundo en blanco que debe pintarse con "tinta" (a través de la pistola) para atravesarlo. El jugador también controlará varias versiones alternativas de los protagonistas, como el casco de fútbol que lleva el "chico más popular del mundo", que usa su escopeta para impulsarse a grandes distancias.
Finalmente, se descubre al culpable de los ataques: el gemelo malvado del protagonista, que fue liberado por accidente mientras el protagonista perseguía a sus seres secuestrados. Una vez completados todos los niveles, se reúne una mesa redonda de protagonistas para idear un plan. El grupo malinterpreta una idea del protagonista original y lo une a él y al chico más popular del mundo en un ser compuesto, dándole al jugador la capacidad de usar ambos tipos de armas. El plan de alguna manera funciona, pero momentos antes de la derrota, el gemelo malvado regresa al comienzo del juego con Composite Guy persiguiéndolo. El protagonista original muere después de que el gemelo roba la pistola láser, y luego el gemelo es empujado hacia el monstruo atacante que liberó.

## Jugabilidad
El juego es de desplazamiento lateral en 2D, y la mayoría de los niveles involucran varios medios de propulsión. El método principal es una pistola láser que se usa como un jetpack y dispara un rayo láser con un límite de tiempo. En diferentes niveles se utilizan muchas variaciones de esto, como una escopeta que lanza al jugador a una gran distancia, o un efecto de tirachinas que lanza al jugador de pared a pared.

## Desarrollo
No Time to Explique fue un juego de navegador creado por Tom Brien y lanzado en Newgrounds el 6 de enero de 2011. Después del éxito de No Time to Explique, Brien se unió con Alex Nichiporchik para empezar a trabajar en una versión completa del juego.
El desarrollo de No hay tiempo para explicar comenzó en febrero de 2011. El juego se anunció inicialmente para PC y Mac, y se lanzó para Windows, Mac y Linux en agosto de 2011, y en Steam en enero de 2013. El juego difiere del Juego flash original ya que el diseño de niveles no está dibujado a mano sino que está hecho de texturas digitales. El 11 de abril de 2011, tinyBuild anunció que abrió una cuenta Kickstarter para recaudar fondos para ayudar a respaldar el proyecto. En menos de 24 horas, se alcanzó la meta de $7,000. La página de Kickstarter ha ayudado a recaudar más de $26,000 para el proyecto con una notable contribución de $2,000 del creador de Minecraft Markus Persson.